# Miombo

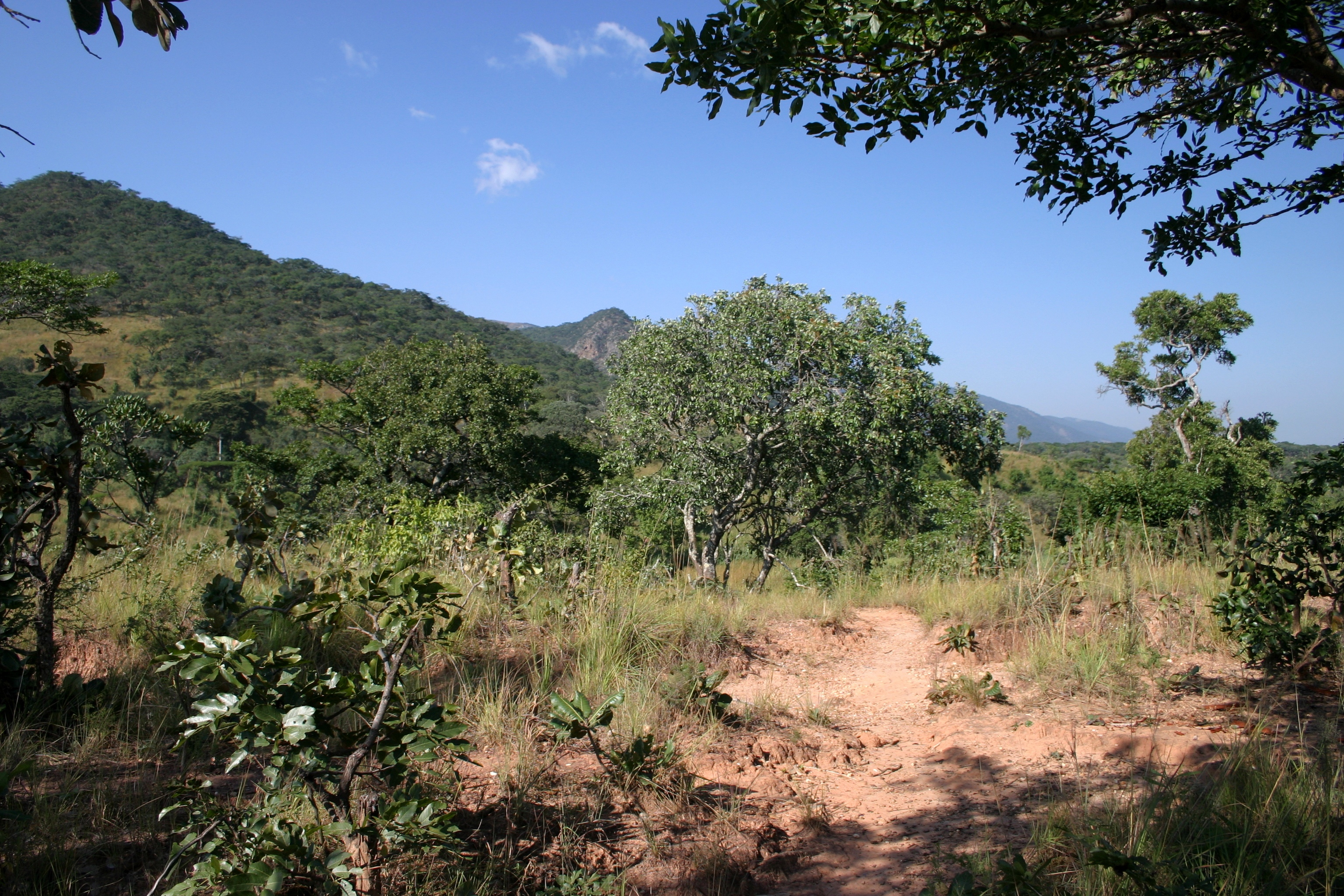
Rừng miombo ở cao nguyên Nyika, Malawi

Miombo hay rừng miombo là một hệ sinh thái hỗn hợp gồm đồng cỏ nhiệt đới và cận nhiệt đới, savan và quần xã sinh vật cây bụi. Nó bao gồm bốn vùng sinh thái savan rừng (được liệt kê trong bài) được đặc trưng bởi sự hiện diện chủ đạo của các loài cây trong chi Brachystegia và Julbernardia. Nơi đây có một loạt các vùng khí hậu từ ẩm ướt đến bán khô hạn, nhiệt đới đến cận nhiệt đới hoặc thậm chí ôn đới. Đặc điểm cây cối sẽ rụng lá trong một thời gian ngắn trong mùa khô để giảm mất nước và tạo ra một đợt lá mới ngay trước khi bắt đầu mùa mưa với màu sắc vàng và đỏ phong phú che đi lớp diệp lục bên dưới, gợi nhớ đến màu sắc mùa thu ở vùng ôn đới.
Loại rừng này lấy tên từ miombo (số nhiều, số ít là muombo), tiếng Bemba để chỉ các loài trong chi Brachystegia. Các ngôn ngữ Bantu khác trong khu vực, chẳng hạn như Swahili và Shona, có các từ liên quan nhưng không phải là giống hệt nhau, chẳng hạn như tiếng Swahili là miyombo (số ít là myombo).

## Hệ sinh thái rừng miombo
Rừng cây Miombo tạo thành một vành đai rộng khắp trung nam châu Phi, chạy từ Angola ở phía tây đến Tanzania ở phía đông. Những vùng rừng này chủ yếu là các cây thuộc phân họ Vang Caesalpinioideae, đặc biệt là cây miombo (Brachystegia), Julbernardia và Isoberlinia, các loài này hiếm khi được tìm thấy bên ngoài rừng miombo. Bốn vùng sinh thái là:
- Rừng mionbo Angolan (Angola)
- Rừng miombo trung tâm Zambezian (Angola, Burundi, Cộng hòa dân chủ Congo, Malawi, Tanzania, Zambia)
- Rừng miombo phía tây (Mozambique, Tanzania)
- Rừng miombo phía đông (Malawi, Mozambique, đông Zambia, Zimbabwe)

Rừng cây miombo có thể được phân loại là khô hoặc ẩm dựa trên lượng mưa hàng năm và sự phân bố của lượng mưa. Rừng khô xuất hiện ở những khu vực nhận được lượng mưa trung bình năm ít hơn 1000 mm, chủ yếu ở Zimbabwe, Trung Tanzania và các khu vực phía nam của Mozambique, Malawi và Zambia. Rừng ngập nước là những vùng nhận được lượng mưa trung bình năm lớn hơn 1000 mm, chủ yếu nằm ở Bắc Zambia, đông Angola, trung tâm Malawi và tây nam Tanzania.

## Dân cư
Những khu rừng miombo này cũng rất quan trọng đối với sinh kế của nhiều người dân địa phương, những người sống phụ thuộc vào các nguồn tài nguyên sẵn có từ rừng. Sự đa dạng của các loài cung cấp các sản phẩm ngoài gỗ như trái cây, mật ong, thức ăn gia súc và củi đốt.

## Động thực vật

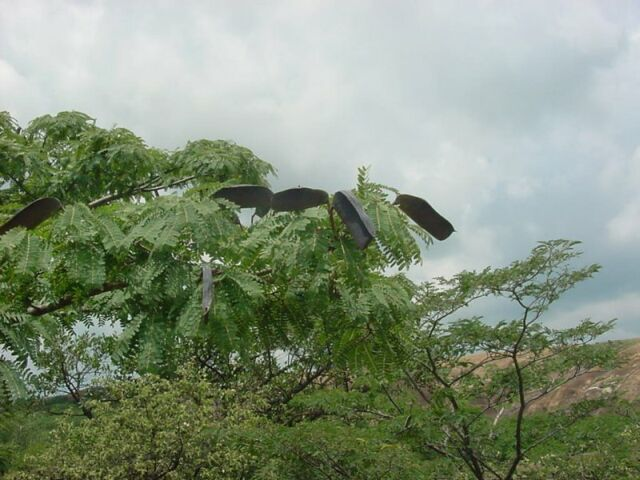
Tán lá và vỏ của cây Brachystegia glaucescens

Mặc dù đất tương đối nghèo dinh dưỡng, mùa khô kéo dài và lượng mưa thấp ở một số khu vực, miombo là nơi sinh sống của nhiều loài, bao gồm một số loài chim đặc hữu của hệ sinh thái này. Cây chủ yếu là cây miombo (Brachystegia spp.). Loài cây này cung cấp thức ăn và nơi che phủ cho các loài động vật có vú như voi đồng cỏ châu Phi (Loxodonta africana), chó hoang châu Phi (Lycaonctures), linh dương đen Đông Phi (Hippotragus niger) và linh dương đầu bò Alcelaphus lichtensteinii.
Mặc dù môi trường sống đa dạng của rừng miombo trong khu bảo tồn vẫn còn khá nguyên vẹn (đánh giá năm 2017) nhưng vẫn cần có sự đầu tư thích hợp vào cách quản lý để có thể hỗ trợ tốt nhất cho các động vật to lớn như voi, sư tử,... khỏi sự khai thác tận thu, thay đổi cách sử dụng đất, săn bắn thương mại, săn bắn trái phép, cháy rừng, thay đổi khí hậu và khai thác gỗ có chọn lọc.